# Retrat de les senyoretes N.N.
Retrat de les senyoretes N. N. és una pintura a l'oli realitzada per Ramon Casas el 1890 a Barcelona i que actualment pertany a una col·lecció privada.
El 18 d'octubre de 1890, es va inaugurar a la Sala Parés de Barcelona una exposició que suposaria l'inici de la renovació pictòrica catalana. Casas i Rusiñol presentaven un nombre important d'obres de la seva producció més recent, que van suscitar una considerable controvèrsia entre els partidaris i detractors. Tanmateix, els crítics d'art van elogiar unànimement els retrats de Casas i van coincidir a destacar el Retrat de les senyoretes N. N., tant per l'elegància i per l'expressió de les dues figures, com pel realisme de l'ambient.
La Vanguardia del dia anterior de la inauguració considerava 
| «               | realment bonic el retrat de les seves dues cosines Àngels i Antònia, passejant del braç per un jardí […] on no se sap si admirar més la manera com estan col·locades les figures o la diafanitat del medi en les quals es mouen. | » |
| — La Vanguardia | |   |

Antònia Puig i España i Maria dels Àngels Puig i España, les dues joves retratades per Casas en aquesta tela, eren cosines segones del pintor. Segons sembla, el títol que en aquell moment es va donar a aquesta obra, Retrat de les senyoretes N. N., es va deure al fet que les joves van preferir mantenir-se en un discret anonimat. Les dues figures destaquen tant per la precisió gairebé fotogràfica dels seus rostres com, i molt especialment, per la valenta utilització de l'intens blanc dels vestits, matisats en rosa i blau respectivament, colors que amb major intensitat apliquen als llaços que llueixen les retratades. Així mateix, l'artista va integrar les figures en un exuberant entorn ocupat per uns grans testos amb plantes i flors que no solament aconsegueixen un ajustat contrapunt a les retratades, sinó que permeten a l'artista mostrar la seva extraordinària habilitat.